# Foster’s Lager

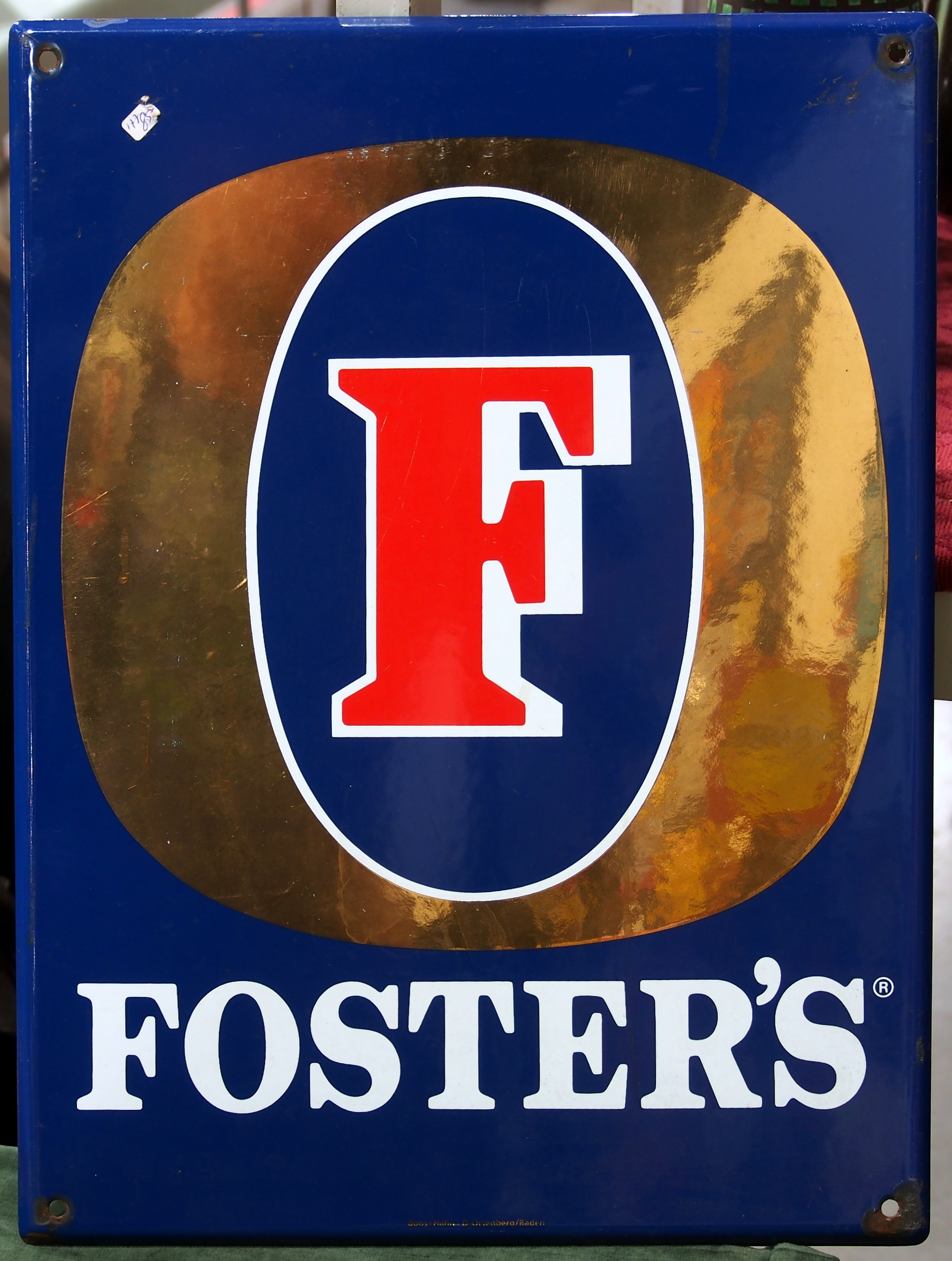
Foster’s-Logo auf einer Werbetafel

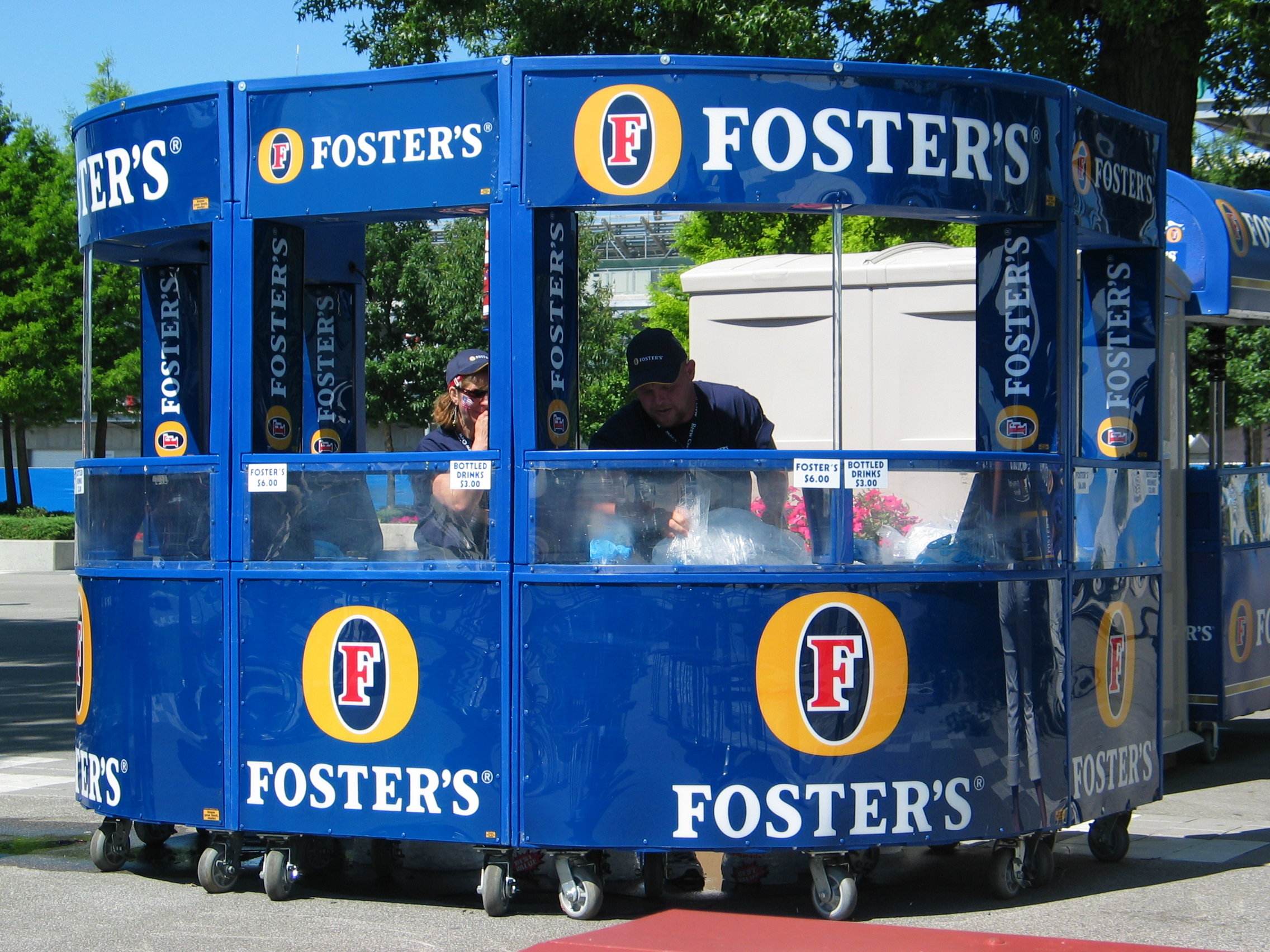
Foster’s-Verkaufsstand

Foster’s Lager ist eine international vertriebene australische Biermarke. Es wird von der Foster’s Group hergestellt und unter Lizenz in vielen Ländern, einschließlich Brasilien, Kanada, der USA, und der Volksrepublik China gebraut.
Die europäischen Markenrechte sind im Besitz von Heineken. Sie brauen und vertreiben Foster’s in den meisten europäischen Ländern einschließlich Großbritannien, Griechenland, Frankreich, Belgien, Portugal, Finnland, Türkei, Spanien, Schweden, der Ukraine und der Republik Irland. In den Vereinigten Staaten und Indien sind die Markenrechte im Besitz von SABMiller.

## Geschichte
1887 segelten die irischen Brüder William M. Foster und Ralph R. Foster von New York nach Melbourne und gründeten die Brauerei Foster’s Brewing Company auf der Rokeby Street in Collingwood. Das erste Foster’s wurde 1888 und relativ neu für Australien als lokales helles Leichtbier gebraut.
Zur Jahrhundertwende wurde Foster’s bereits an alle australische Staaten geliefert sowie nach Samoa und Südafrika exportiert.
1908, nicht lange nach der Fusion mit Carlton & United Breweries (CUB) wurde die Foster’s-Brauerei auf der Rokeby Street geschlossen und der Name Foster’s ging fast verloren. CUB braute Foster’s nur deshalb weiter, weil sie durch Gesetze der Bundesstaaten Queensland und Western Australia dazu gezwungen waren.
Die noch heute im Gebrauch befindliche Foster’s-Hefe wurde 1923 durch Professor Jorgensen in Dänemark nach Carlton gebracht. Seit 1970 wurde Foster’s in großen Mengen von Australien nach Europa importiert. Bekannt wurde es auch dort durch seine typische blau, weiß und goldene Dose. 1971 wurde Fosters in England durch Barry Humphries erfolgreichen Film Die Abenteuer von Barry McKenzie berühmt, in dem der Darsteller des Bazza fast den gesamten Film ein Foster’s in der Hand hielt. 1972 kam Foster’s in die USA. Der Erfolg dort wird mit dem Sponsoring von Sportevents eng verbunden. Fosters sponserte 1972 den America’s Cup und Tennisprofis wie John Newcombe. Der Neuheitswert der großen 26. oz-Dosen, bekannt als Ölkanister, trug auch viel zur Popularität der Marke Foster’s bei. 1981 wurde Fosters Hefe nach England verschickt, um dort Foster’s Draught zu brauen. Foster’s Draught war eine modifizierte Version von Foster’s Lager, um es dem englischen Gaumen anzupassen. Die Verkaufszahlen stiegen, und lokal gebrautes Foster’s Lager wurde zuerst in England im Jahr 1984 verkauft.
1986 begann CUB, Foster’s in Kanada in Partnerschaft mit Carling OKeefe Ltd zu brauen.

### Brauorte
Fosters wird heute weltweit produziert und wird in mehr als 150 Ländern verkauft. In Frankreich wird Foster’s von den Heineken-Brauereien Schiltigheim und Marseille produziert.

## Werbung
Das Wachstum von Foster’s wurde durch den Schauspieler Paul Hogan gestützt, der später als „Crocodile Dundee“ Karriere machte. Zur Zeit seines ersten Auftritts für Foster’s hatte er seinen Job als Takler auf der berühmten Sydney Harbour Bridge aufgegeben und war bereits ein populärer Komiker. Seine erste Foster’s Werbung lautete wie folgt:
“G’Day.  They’ve asked me over from Oz to introduce youse all to Foster’s Draught, here it is.  Cripes!  I’d better start with the basics.  It’s a light, golden liquid, like, except for the white bit on top, the head, and it’s brewed from malt, yeast and hops.  Technical term is Lager.  That’s L-A-G-E-R.  But everyone calls it Foster’s.  Ahhhh, ripper!  Tastes like an angel cryin’ on yer tongue.  Foster’s.”
Foster’s war das offizielle Olympische Bier für Australien bei den Olympischen Spielen 1984 in Los Angeles. Am 1. April 1985 wurde der Melbourne Cup (ein Pferderennen) künftig als Foster’s Melbourne Cup umbenannt. Foster’s war das offizielle Bier des Formel-1-Grand-Prix in Adelaide und Melbourne sowie des „Aussi Rules grand Final“. Außerdem sponsert Foster’s den Rad-, Tennis- und Golfsport.

## Getränk
Foster’s Lager besitzt einen leichten Malz-Charakter.
Das Bier wird in Deutschland nach australischem Originalrezept gebraut. Die Zutaten unterscheiden sich von einem normalen Bier (Reinheitsgebot) und werden aus Australien importiert um den originalen Geschmack auch hier sicherzustellen. Die Zutaten sind Wasser, Malz, Hopfen und Glukosesirup. Der Alkoholgehalt beträgt 5 %. Die Stammwürze wird mit 11,2 Grad Plato angegeben.

## Erfolg in Australien
Obwohl Foster’s Lager international als das australische Bier vermarktet wird, ist es in seinem Heimatland nicht besonders erfolgreich. Die meistverkauften Biermarken dort sind die, ebenfalls von der Foster’s Group hergestellten, Victoria Bitter und Carlton Draught, gefolgt von Toohey’s und XXXX (die beide von Lion Nathan hergestellt werden).